# Bad Säckingen
Bad Säckingen – miasto uzdrowiskowe w Niemczech, w kraju związkowym Badenia-Wirtembergia, w rejencji Fryburg, w regionie Hochrhein-Bodensee, w powiecie Waldshut, siedziba wspólnoty administracyjnej Bad Säckingen. Leży przy granicy ze Szwajcarią, nad Renem, ok. 26 km na wschód od Bazylei.
W mieście jest stacja kolejowa Bad Säckingen.
Najbardziej znanym obiektem w mieście jest kryty drewniany most (niem. Bad Säckinger Holzbrücke) przez Ren. Opiera się na sześciu filarach (siódmy został w XIX w. wbudowany w przyczółek na szwajcarskim brzegu) i łączy Bad Säckingen ze szwajcarską gminą Stein. Najstarsza wzmianka o moście w Bad Säckingen znajduje się w Kronikach Kolmarskich z okresu przed 1270 rokiem. Później był wielokrotnie niszczony i odbudowywany. Liczy 203,7 m długości i jest najdłuższym krytym drewnianym mostem w Europie.

## Współpraca
Miejscowości partnerskie:
- Glarus Nord, Szwajcaria
- Nagai, Japonia
- Purkersdorf, Austria
- Sanary-sur-Mer, Francja
- Santeramo in Colle, Włochy